# M81
M81 (NGC 3031 или Галактиката на Боде е спирална галактика, разположена по посока на съзвездието Голяма мечка.
Видимата звездна величина на М81 е +6.9. Въпреки че точкови обекти с такъв блясък се виждат от наблюдателите с добро зрение, М89 не може да бъде наблюдавана с просто око, понеже е и размит площен обект.
Открита е през 1774 от Ян Боде, а през 1779 Пиер Мешен и Шарл Месие преоткриват „Галактиката на Боде“ и по-късно Месие я включва в каталога си.
Само една свръхнова е била наблюдавана в М81, която е била свръхнова от тип Ib. Свръхновата е била използвана за измерване на разстоянието до M81, изчислено на 8.5 млн. светлинни години.
М81 взаимодейства гравитационно с М82 и NGC3077. Газ от трите галактики се оказва в междугалактичното пространство, под действието на гравитационните сили, след което „пада“ близо до ядрата на галактиките, причинявайки бурно звездообразуване.